# 크리스토프 시그와트

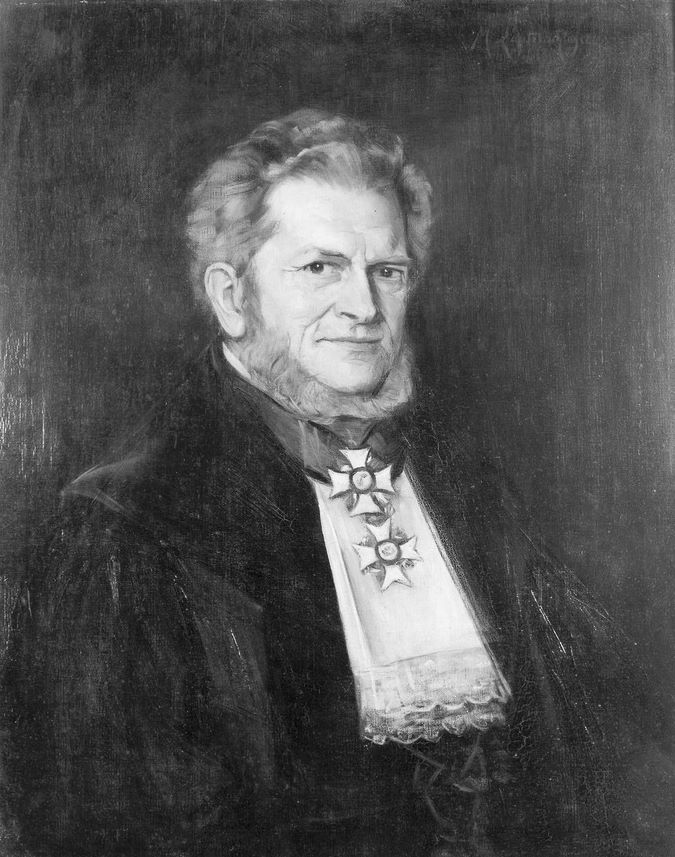

크리스토프 폰 시그와트(Christoph von Sigwart,1830년 3월 28일 ~ 1904년 8월 4일)는 독일의 철학자이자 논리학자였다. 그는 철학자 하인리히 크리스토프 빌헬름 시그와트(Heinrich Christoph Wilhelm Sigwart, 1789년 8월 31일 ~ 1844년 11월 16일)의 아들이었다.

## 저서
저술로는 논리학 (Logic 1895)이 있다.

## 반심리주의
논리학에서 반심리주의(논리적 객관주의 또는 논리적 사실주의)는 논리적 진리의 본질에 대한 이론으로, 인간 사상의 내용에 의존하지 않고 인간 사상과 독립적으로 존재한다는 것이다.

## 같이 보기
- 베르그송